# متلازمة كاساباك ميريت
متلازمة كاساباك ميريت، والمعروفة أيضًا بالورم الوعائي مع نقص الصفيحات (أو أورام وعائية دموية ضخمة مع خلل تخثر منتشر داخل الأوعية) هي مرض نادر، يصيب الأطفال عادة، إذ تؤدي الأورام الوعائية المتشكلة إلى انخفاض عدد الصفيحات الدموية، وعند البعض قد تسبب أيضًا مشاكل نزفية أخرى، ما قد يكون مهدّدًا للحياة، وتُعرَف أيضًا باسم متلازمة نقص صفيحات الأورام الوعائية. سميت على اسم هيج هيجوني كاساباك، وكاترين كروم ميريت، وهما طبيبا أطفال، وأوّل من وصف الحالة في عام 1940.

## الفيزيولوجيا المرضية
سبب متلازمة كاساباك ميريت هو ورم بطاني وعائي، أو ورم وعائي، وغالبًا ما يتظاهر عند الولادة. على الرغم من أن هذه الأورام شائعة نسبيًا، لكنها نادرًا ما تسبب متلازمة كاساباك ميريت.
عندما يكون حجم الأورام كبيرًا، أو عندما تنمو بشكل سريع، فإنها أحيانًا تسبب نقص صفيحات شديدًا، وإن اجتماع كل من الورم الوعائي، ونقص الصفيحات الاستهلاكي يُعرّف متلازمة كاساباك ميريت. يمكن أن نجد الأورام على الجذع، أو الأطراف العلوية والسفلية، وخلف الصفاق، وعلى الرقبة، والمناطق الوجهية.
يؤدي التخثر الاستهلاكي إلى استنفاد عوامل التخثر، مثل الفيبرينوجين، ما يسبب تفاقمًا في النزف، وقد يتطور الاعتلال التخثري إلى تخثر منتشر داخل الأوعية (دي آي سي) وقد ينتهي بالموت. يمكن أن يكون فقر الدم الانحلالي الثانوي لتلف كريات الدم الحمراء الناتجة عن اعتلال الأوعية الدقيقة خفيفًا أو متوسطًا أو شديدًا.

## التشخيص
يكون التوجّه التشخيصي بحسب العلامات والأعراض الموجودة، وقد نحتاج إلى إجراء:
- تعداد دم، واختبارات التخثر، وفحوصات مخبرية أخرى.
- اختبارات التصوير (التصوير بالموجات فوق الصوتية، والتصوير المقطعي المحوسب، والتصوير بالرنين المغناطيسي، وتصوير الأوعية أحيانًا، ونادرًا قد يجري الأطباء مسحًا طبّيًا نوويًا)
- أخذ خزعة من الورم هو مضاد استطباب بسبب خطر النزف.

يظهر كل المرضى نقص صفيحات شديدًا، وانخفاض مستويات الفبيرينوجين، وارتفاع نواتج تحطّم الفيبرين (بسبب انحلال الفيبرين)، وفقر دم انحلالي بسبب اعتلال الأوعية الدقيقة.

## التدبير
قد يكون تدبير متلازمة كاساباك ميريت، وخاصة في الحالات الشديدة معقّدًا جدًا، ويتطلّب تضافر جهود عدّة اختصاصيين فرعيين، فالمرض نادر، ولا يوجد إرشادات علاجية متفق عليها بالإجماع، أو تجارب عشوائية كبيرة لتوجه العلاج.

### الرعاية الداعمة
قد يعاني المريض المصاب بمتلازمة كاساباك ميريت من مرض شديد، وقد يحتاج إلى رعاية مركّزة، إذ يكون هؤلاء المرضى معرضين لخطر مضاعفات النزف، بما في ذلك النزف داخل القحف. يُدبّر نقص الصفيحات، والاعتلال التخثري بنقل الصفيحات، والبلازما الطازجة المجمدة، وبالرغم من كل هذه الإجراءات، يجب الحذر من خطر حدوث حِمل زائد من السوائل، أو قصور القلب الناتج عن عمليات نقل الدم المتكرر، وإن احتمال حدوث التخثر المنتشر داخل الأوعية هو أمر مثير للقلق، فهي حالة خطيرة يصعب تدبيرها. يمكن استخدام مضادات التخثر، والأدوية المضادة للصفيحات بعد تقييم دقيق لمخاطرها، وفوائدها.

### العلاج النهائي
بشكل عام، يؤدي التخلّص من الورم الوعائي الأساسي إلى علاج متلازمة كاساباك ميريت، ففي حال كان الاستئصال الجراحي الكامل أمرًا ممكنًا سيوفر فرصة علاجية جيدة (على الرغم أنه من الخطر إجراء جراحة على مريض معرّض للنزف، حتى بوجود أخصائيين جراحيين مُدرّبين).
في حال لم تكن الجراحة ممكنة، يمكن استخدام تقنيات أخرى للسيطرة على الورم، ومنها:
- الانصمام (عبر الأشعة المتداخلة): قد يحدّ من وصول الدم إلى الورم.
- قد تملك ضمادات الضغط الخارجية تأثيرًا مماثلًا.

- بعض الأدوية، مثل:

الستيرويدات القشرية.
الإنترفيرون ألفا.
العلاج الكيماوي (مثل الفينكريستين).
- استُخدم العلاج الشعاعي بنجاح غالبًا، لكن يُفضّل تجنّبه الآن قدر الإمكان، بسبب آثارة الجانبية الضارة طويلة الأمد (على سبيل المثال خطر تطوّر سرطان في المستقبل).

## الإنذار
يبلغ معدّل الوفيات عند المصابين بمتلازمة كاساباك ميريت حوالي 30%، وبالنسبة للمرضى الذين نجوا من المرض الحاد قد يكونون بحاجة إلى الرعاية الداعمة من أجل الشفاء التدريجي، علاوة على ذلك قد يحتاج المرضى إلى رعاية مُقدّمة من اختصاصيين في الأمراض الجلدية، أو جراح تجميل من أجل تدبير الآفات الباقية من الناحية الجمالية، أو إلى اختصاصي أمراض الأذن أنف حنجرة في حالات إصابة الرأس والعنق التي تُصاب في سياقها الطرق التنفسية. بالنسبة للمتابعة طويلة الأمد يحدث عند معظم المرضى تغيّر في لون الجلد، و/أو تشوه خفيف ناتج عن الورم الهاجع.